# Aristippos de Jongere
Aristippos de Jongere (Oudgrieks: Ἀρίστιππος) was een Grieks filosoof uit de 4e eeuw v.Chr. uit de stad Cyrene. 
Aristippos de Jongere was de zoon van Arete van Cyrene en de kleinzoon van Aristippos de Oudere van Cyrene. Aristippos kreeg onderricht in de filosofie van zijn moeder en kreeg daarom de bijnaam Metrodidaktos mee, wat vrij vertaald "Door de moeder onderwezen" betekent. Het is niet duidelijk of Aristippos de Jongere de grondlegger was van de Cyreense School, of dat deze reeds gesticht werd door zijn grootvader. Wel is zeker dat hij samen met zijn moeder de Cyreense traditie en de theorie van het Hedonisme verder uitwerkte en vertegenwoordigde. Van zijn geschreven werk is evenwel niets bewaard gebleven. 
Aristippos was tevens de leermeester van Theodoros van Cyrene.